# Alcantarilha-Praia de Armação de Pêra
Alcantarilha-Praia de Armação de Pêra (port: Estação de Alcantarilha-Praia de Armação de Pêra) – stacja kolejowa w Alcantarilha, w gminie Silves, w regionie Algarve, w Portugalii. Znajduje się na Linha do Algarve. 
Od 2004 roku posiada dwa perony.
Jest obsługiwana przez pociągi regionalne Comboios de Portugal.